# Convergència i Unió

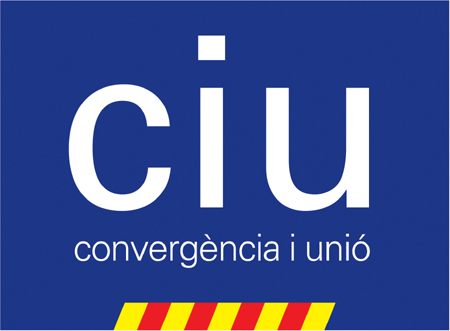
Partiets logotyp.

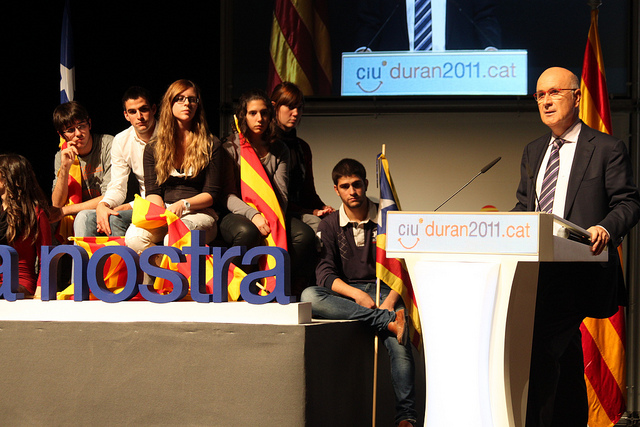
UDC:s partiledare Josep A. Duran talar vid en CiU-sammankomst 2011.

Convergència i Unió (CiU; 'Sammanstrålande och Union') var ett politiskt parti i Katalonien, Spanien. CiU har sina rötter i en koalition mellan Convergència Democràtica de Catalunya och Unió Democràtica de Catalunya. Koalitionen bildades i september 1978 och övergick till en tätare federation i december 2001.
2015 upplöstes federationen, genom olika åsikter i samband med planeringen inför september månad regionval till Kataloniens parlament.

## Beskrivning
Partiet var nationalistiskt, kristdemokratiskt och liberalt. Convergència Democràtica de Catalunya var medlem i Liberala internationalen och Europeiska liberala, demokratiska och reformistiska partiet (ELDR), medan Unió Democràtica de Catalunya är medlem i Kristdemokratiska internationalen och Europeiska folkpartiet (EPP).

## Historik
I det regionala valet i Katalonien 2010 blev CiU största parti med drygt 38 procent av rösterna. Det gav partiet 62 av 135 mandat.
Vid de spanska kommunalvalen 2015 gick CiU starkt tillbaka, till förmån för flera nystartade partier, inklusive vänsterinriktade Podemos och borgerliga Ciudadanos. I Barcelona fick partikoalitionen Barcelona en Comú flest röster, och dess ledare Ada Colau valdes juni 2015 till stadens första kvinnliga borgmästare med stöd av bland annat ERC. Colaus partikoalition lockade röster bland annat med löfte om en öppen politik och mer solidaritet.
Motgångarna i kommunalvalen 2015 bidrog till slitningarna inom CiU, som senare under juni månad meddelade att federationen skulle upplösas. Detta skedde efter en intern omröstning hos UDC, där man med knapp majoritet (51 procent) beslutade sig för att inte ställa upp på Artur Mas och regionstyrets rådande politik med sikte mot full självständighet för Katalonien. Därmed skulle CDC och UDC återgå till att verka som separata partier, inför regionvalen i Katalonien i september samt de väntade spanska parlamentsvalen i november 2015.

## Källhänvisningar
1. ↑  "Convergence and Union". Britannica.com. Läst 19 september 2014. (engelska)
2. 1 2  "Convergència i Unió". Arkiverad 22 juli 2015 hämtat från the Wayback Machine. Historiaelectoral.com. Läst 19 september 2014. (spanska)
3. ↑  "Duran gana por la mínima la consulta de Unió". elperiodico.com, 2015-06-14. Läst 20 juni 2015. (katalanska)
4. ↑  Pere Cardús i Cardellach (2015-06-19): "El trencament de Convergència i Unió afectarà totes les institucions". vilaweb.cat. Läst 20 juni 2015. (katalanska)